# Wyrzuć ten gniew
Wyrzuć ten gniew – drugi singiel Kasi Kowalskiej promujący jej album Pełna obaw. Muzykę skomponowali W. Kuzyk i K. Kowalska, a słowa napisała K. Kowalska.

## Lista utworów
- „Wyrzuć ten gniew” (radio edit) / 4:03

## Listy przebojów
| Notowania                          | pozycja |
| ---------------------------------- | ------- |
| Lista Przebojów Programu Trzeciego | 18      |
| Szczecińska Lista Przebojów        | 5       |